# Diaphorus remulus
Diaphorus remulus är en tvåvingeart som beskrevs av Van Duzee 1915. Diaphorus remulus ingår i släktet Diaphorus och familjen styltflugor. Inga underarter finns listade i Catalogue of Life.